# レデンプトリスチン修道会
レデンプトリスチン修道会は、1731年、イタリアで創設されたカトリック教会の女子観想修道会。正式名称は、厳律至聖贖罪主修道女会。

## 創設
レデンプトール会創立者の聖アルフォンソ・デ・リゴリ指導の下、福者マリア・セレスタ・クロスタローザが創立した修道会。1750年、教皇ベネディクトゥス14世から正式な認可を受ける。現在、世界各地に広がり、日本では1959年に長崎市、1963年に長野県、その後は鎌倉市、茅野市、宮崎県西都市にも修道院が置かれ、主に祈りを中心にした生活を送る。

## 会の精神
贖い主であるキリストとの一致。